# 布尔苏沙特莱
布尔苏沙特莱（法語：Bourg-sous-Châtelet，法語發音：[buʁ su ʃatlɛ]）是法国勃艮第-弗朗什-孔泰大区贝尔福地区省的一个市镇，属于贝尔福区。

## 地理
布尔苏沙特莱（47°42'7"N, 6°56'51"E）面积0.84 平方千米，位于法国勃艮第-弗朗什-孔泰大區贝尔福地区省，该省份为法国东北部内陆省份，东临上莱茵省，北起孚日省，西接上索恩省，南与杜省和瑞士接壤。
与布尔苏沙特莱接壤的市镇（或旧市镇、城区）包括：昂茹泰、圣日耳曼勒沙特莱。
布尔苏沙特莱的时区为UTC+01:00、UTC+02:00（夏令时）。

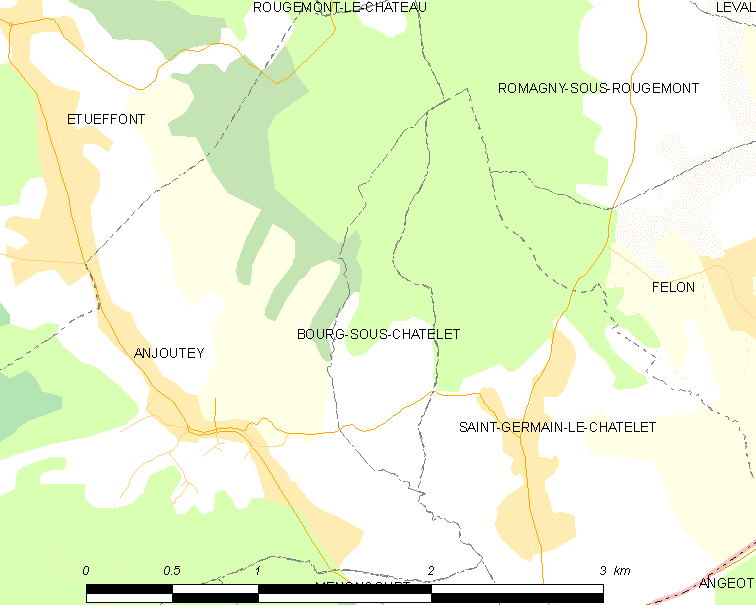
布尔苏沙特莱的OSM定位图

## 行政
布尔苏沙特莱的邮政编码为90110，INSEE市镇编码为90016。

## 政治
布尔苏沙特莱所属的省级选区为日罗马尼县。

## 人口

1962-2008年间布尔苏沙特莱人口变化图示

布尔苏沙特莱于2022年1月1日时的人口数量为120人。